# Богоматерь с младенцем (Врубель)
Богома́терь с младе́нцем — икона, созданная в 1884—1885 годах Михаилом Врубелем для оформления иконостаса Кирилловской церкви в Киеве. Именно эта работа сделала Врубеля известным широкой публике и послужила отправной точкой в его последующей карьере художника и декоратора. Несмотря на то, что образ выполнен согласно всем канонам православной иконографии, искусствоведы и художники отмечают его выразительность и необычность. Лики Богородицы и Христа-младенца были списаны Врубелем с жены и младшей дочери искусствоведа Адриана Прахова.

## Описание и иконография
Икона выполнена на цинковом листе маслом, с элементами золочения. Размеры 202 х 87 см.
Иконографически эта икона относится к типу Панахранта. Этому типу характерно изображение Богоматери, восседающей на престоле с младенцем Христом на коленях. Трон символизирует царственное величие Божией Матери. Такой тип изображения появился в Византии в XI—XII веках.
Отрок-Христос сидит на руках Богородицы, правой рукой он благословляет, а левой — держит свиток, что соответствует иконографическому типу Христа Пантократора (Вседержителя). Согласно иконографии Иисуса Христа, на любой иконе его легко узнать по особому нимбу — на нём хорошо заметен крест.
Центром композиции является Христос, обращённый к предстоящему (зрителю), Богородица также изображена фронтально и с небольшим наклоном головы. Младенец Христос представлен строго анфас, видна правая рука с благословляющим двуперстным жестом.
Богоматерь изображена в красном мафории, представляющем символ страданий и воспоминание о царском происхождении. На лбу и плечах Богородицы изображены три золотые звезды в знак её «приснодевства» — согласно священному писанию, Богородица до Рождества, в Рождестве и после Рождества была девственницей, кроме того, три звезды — символ Троицы. Согласно иконографии Богородицы, над её головой выписаны греческие буквы ΜΡ ΘΥ — аббревиатура «Матерь Божья».

## История создания

### Выбор художника
Никому не известного молодого художника Михаила Врубеля привлёк к этой работе известный преподаватель Императорской Академии художеств и искусствовед А. В. Прахов. Прахову поручили ведать отделкой строившегося в Киеве Владимирского собора. Заодно Прахов взялся руководить работами по реставрации внутреннего убранства Кирилловской церкви.
Прахов подошёл к порученному делу основательно и в 1881—1882, а также 1886—1887 годах предпринял несколько путешествий по Египту, Палестине, Сирии, Греции, европейской Турции и Италии для изучения византийской традиции.
В своих мемуарах А. В. Прахов писал, что боялся, что в его отсутствие комитет, ведавший денежными средствами, поручит написать образа «какому-нибудь местному художнику-богомазу». Поэтому Прахов решил найти в Санкт-Петербурге талантливого ученика Академии художеств, который мог бы выполнить в Киеве этот заказ, «не выходя за пределы скупо отпущенных по смете денежных средств». Приехав осенью в Петербург читать лекции в университете, Прахов отправился в Академию художеств к своему старому другу П. П. Чистякову.
Прахов рассказал Чистякову об обнаруженных им и сохранённых без реставрации фресках в церкви бывшего Кирилловского монастыря и попросил порекомендовать кого-нибудь из учеников, «кто согласился бы приехать в Киев и написать за 1200 рублей, со своими материалами, на цинковых досках четыре образа для одноярусного мраморного иконостаса в византийском стиле».
В это время кто-то постучал в дверь.

— Войдите! — крикнул П. П. Чистяков.
Дверь мастерской отворилась, и вошёл с довольно большой папкой в руках стройный, худощавый молодой человек среднего роста. С лицом не русского типа. Одет он был аккуратно, в студенческую форму, даже со шпагой, которую студенты в то время неохотно носили.
— А вот — на ловца и зверь бежит! Вот тебе и художник! Лучшего, более талантливого и более подходящего для выполнения твоего заказа я никого не могу рекомендовать…

Прахову не пришлось долго уговаривать никому не известного 27-летнего Михаила — для вынужденного подрабатывать репетиторством Врубеля 1200 рублей были огромной суммой, а для Прахова «скупо отпущенными по смете денежными средствами».

### Подготовительная работа, эскизы
В мае 1884 года в киевской квартире Прахова появился «худощавый, русый, застенчивый молодой человек с тонкими чертами лица…». В киевской квартире А. В. Прахова, которая располагалась в угловом доме № 6 по улице Большая Житомирская (№ 11 по улице Владимирская), бывало много гостей, преимущественно это были люди искусства, которых Прахов привлёк к работам над строившимся Владимирским собором. Хозяйкой этого салона была супруга Прахова, 32-летняя мать троих детей Эмилия Львовна Прахова, лицо которой послужило Врубелю моделью для Богородицы. Младенец Иисус на руках у Богоматери в Кирилловской церкви списан с младшей дочери Эмилии Львовны — Ольги.
Перед тем, как приступить к основной работе над четырьмя образами для алтаря, Врубель писал фрески в Кирилловской церкви, а также делал наброски для алтарных образов.
Николай Адрианович Прахов, которому тогда было 11 лет, вспоминал, что Врубель, когда ездил из своей киевской квартиры в Кирилловское, имел обыкновение заезжать на дачу к Праховым, где часто брал детский альбом для рисования старшей дочери Праховых и начинал рисовать в нём или писать акварелью кого-нибудь из членов семьи Праховых, чаще всего — Эмилию Прахову за какой-нибудь работой. Обычно Врубель не доводил эти работы до конца. Праховы часто забирали и прятали эти наброски, так как Врубель имел обыкновение использовать их как черновики и часто рисовал что-то поверх ранее нарисованного.
Сохранилось несколько подготовительных рисунков к образу Богоматери.
Первый рисунок — «Голова Богоматери»; акварель, гуашь, лист склеен из шести частей, 1884, — находится в Киевском музее русского искусства. Он был начат Врубелем в рабочей комнате Прахова. На небольшом листе белой бумаги лёгким, слегка сиреневым силуэтом намечена голова на фоне золотистой зари, оконтуренная слегка расплывающимся малиновым цветом. Отыскав лист толстого коричневого картона, Врубель наклеил ещё не оконченную акварель, а с правой стороны и снизу наклеил полосы серой рисовальной бумаги. Когда она немного подсохла, он стал рисовать тушью орнаментальные цветы на правой стороне, но так и не закончил.
Н. А. Прахов также вспоминал, что у его матери (Эмилии Праховой) «были чудесные глаза тёмно-василькового цвета и красиво очерченные губы». В семье Праховых сохранился очень интересный рисунок итальянским карандашом, на котором была изображена полуфигура Эмилии Праховой в профиль, склонённая над какой-то работой. Врубель на куске ватманской бумаги набросал в три четверти поворота головы то же лицо в другом плане, как оно ему представлялось подходящим для типа Богородицы. По словам Н. А. Прахова, Врубель, оттолкнувшись от вполне реального первого рисунка в профиль, после второго, с намёком на будущий образ, создал по памяти третий рисунок, находящийся в настоящее время в Государственной Третьяковской галерее. На волосах с левой стороны есть мазок масляной краской, светлой охрой — Врубель, увидав свой рисунок у Праховых дома, захотел переписать всё лицо масляной краской, — он открыл свой ящик с красками и один раз мазнул. Эмилия позвала всех завтракать, и Врубель пошёл вперёд, а Н. А. Прахов с сестрой решили, что художник только испортит при переписке рисунок, и спрятали его за шкаф. Не найдя на месте рисунка, Врубель не стал спрашивать, куда он исчез, закрыл свой ящик с красками, простился со всеми и ушёл домой.
Ещё один рабочий рисунок головы Богоматери Врубель нарисовал на полулисте бумаги «торшон» (литографской бумаги) с оборотной стороны акварели «Букет цветов».

### Работа в Венеции
Основную работу над иконой Врубель выполнил в Венеции, куда отправился в ноябре 1884 года. Опасаясь, что рассеянный образ жизни, который художник вёл в Киеве, помешает Врубелю сосредоточиться на ответственной работе, Прахов посоветовал ему поехать на зиму в Италию и там писать образа: «Поезжайте сначала в Равенну, познакомьтесь там с древними мозаиками церквей: San Vitale, San Appolinare in classe, San Appolinare nuovo, a потом поселитесь в Венеции. Климат в ней мягкий, зимой иностранцев приезжает мало… Тут же, под боком, собор святого Марка с его чудесными мозаиками разных эпох, а в часе езды на гондоле, на острове Торчелло, в церкви Santa Maria Assunta — прекрасно сохранившиеся мозаики XII века. Кроме этого, во Дворце дожей, в церквях и в музеях — чудесные венецианские колористы: Джиованни Беллини, Паоло Веронезо, Тициан, Тинторетто и много других». Предложение это Врубелю понравилось, и через Вену он поехал в Венецию.
В Венеции Врубель нанял мастерскую, с одной комнатой при ней, на улице San Maurizio № 174, недалеко от собора Сан-Марко, и начал писать на цинковом листе образ Богоматери. Мачеха Врубеля в письме его сестре Анюте сообщала, что Врубель «устроился с квартирой, столом и прислугой за 125 франков в месяц». Мачеха также сообщала, что в комнате Врубеля было очень холодно, всего 7 градусов тепла, и Врубель был вынужден дома «ходить весь в шерсти и в фуражке».
Цинковый лист Врубель покупал в Венеции — итальянцы воспользовались неопытностью художника и сделали основу не из одного куска цинка, а допаяли с правой стороны во всю вышину образа узкую полосу. Врубелю впервые пришлось работать на металлических досках, и он не знал, как их надо подготовить для работы. Краски скользили, писать было неудобно, поэтому художник обратился в письме к Прахову за советом. Прахов проконсультировался у профессора химии Киевского университета С. Н. Реформатского, который посоветовал протравить поверхность слабым раствором соляной кислоты, чтобы краска хорошо держалась. Совет помог, однако Врубель смог его использовать только на трёх оставшихся образах.
Фигуру образа Богоматери художник выписывал с итальянской натурщицы.
Н. И. Мурашко, навестивший Врубеля в Венеции в своих воспоминаниях писал, что Врубель жил в бельэтаже старинного палаццо «чуть ли не XIV века» и снимал две комнаты, расписанные фресками; в комнатах были лепные потолки, и вся эта обстановка настраивала Врубеля на определённый лад. Во время встречи Мурашко и Врубеля последний работал одновременно над всеми четырьмя образами для Кирилловской церкви. Причём «Христос» и «Богоматерь» были «вполне выяснены», «Кирилл» только начат, а менее всего была сделана работа над «Афанасием». Врубель по нескольку часов подряд, не отрываясь, с большой любовью работал над этими образами.
Мурашко узнал в образе Богоматери некую «общую знакомую госпожу из России». По словам Мурашко, сходство было «ярко выражено», и он «не мог этого не заметить». Врубель в ответ на реакцию Мурашко рассмеялся: «А вы узнали?» Мурашко ответил: «Да, только вы дали ей другое выражение; в натуре это неудержимая крикуха, а у вас — кроткое, тихое выражение». Врубель вступился за свою модель: «Разве она крикуха? Нет, это вы её не знаете. Видимо, у нас от одного и того же субъекта были различные впечатления».

### Влюблённость
По мнению некоторых биографов Врубеля, во время работы над иконой художник был в кого-то влюблён. Большинство исследователей творчества Врубеля полагают, что влюблён он был в Э. Л. Прахову.
По версии потомков семьи Праховых, молодой Врубель влюбился в Эмилию Прахову и всеми силами старался привлечь её внимание. Якобы даже существовала переписка Врубеля с Эмилией, которую, по её просьбе, после смерти уничтожила младшая дочь Праховой, Ольга. Факт уничтожения писем Врубеля к Эмилии Праховой послужил причиной утверждений журналистов о якобы неразделённой любви Врубеля и возможной причине отказа Прахова давать Врубелю подряды на роспись Владимирского собора. Однако в свидетельствах современников нет ни одного упоминания о страсти Врубеля именно к Праховой.
Основанием предполагать объектом симпатии Врубеля Прахову послужили цитаты из его писем к своей сестре и воспоминания современников:

Один чудесный человек (ах, Аня, какие бывают люди!) сказал мне: «Вы слишком много думаете о себе; это и вам мешает жить, и огорчает тех, которых вы думаете, что любите, а на самом деле заслоняете всё собой в разных театральных позах»… Нет, проще да и ещё вроде: «любовь должна быть деятельна и самоотверженна». Всё это простое, а для меня до того показалось ново. В эти полтора года я сделал много ничтожного и негодного и вижу с горечью, сколько надо работать над собой… Твой брат Миша.
— Письмо М. А. Врубеля сестре (Киев, ноябрь 1884).

Милая Анюта, редковато я с тобой переписываюсь. (…) Словом, жду не дождусь конца моей работы, чтобы вернуться. Материалу и живого гибель и у нас. А почему особенно хочу вернуться? Это дело душевное и при свидании летом тебе его объясню. И то я тебе два раза намекнул, а другим и этого не делал. (…) Горячо любящий тебя брат Миша.
— Письмо М. А. Врубеля сестре (Венеция, 26 февраля 1885).
Константин Коровин вспоминал, что однажды жарким летом он пошёл купаться с Врубелем на большой пруд в саду. «Что это у вас на груди белые большие полосы, как шрамы?» — спросил Коровин. Врубель ответил: «Да, это шрамы. Я резал себя ножом». Врубель полез купаться, Коровин последовал за ним, продолжая разговор: «Хорошо купаться, летом вообще много хорошего в жизни, а всё-таки скажите, Михаил Александрович, что же это такое вы себя резали-то ножом — ведь это должно быть больно. Что это — операция, что ль, как это?» Коровин, присмотревшись, увидел многочисленные большие белые шрамы. «Поймёте ли вы, — ответил Врубель. — Значит, что я любил женщину, она меня не любила — даже любила, но многое мешало её пониманию меня. Я страдал в невозможности объяснить ей это мешающее. Я страдал, но когда резал себя, страдания уменьшались».
Врубель действительно писал письма к Праховой из Венеции, и до наших дней дошли вырезанные из этих писем рисунки Врубеля, которые он делал, чтобы проиллюстрировать свой текст. На обратной стороне одной из таких вырезок с рисунком памятника кондотьеру Коллеони сохранилась фраза: «Лишь бы касаться до…».
Существует также версия, что Врубель был влюблён в то время не в Прахову, а в некую Марцеллу Соколовскую, и та даже родила от него вне брака сына Яна. Впрочем, нет никаких подтверждений существования этих отношений в период с мая по ноябрь 1884 года.

## Оценки и критика
Искусствоведы, критики и художники единогласно признали успех не только образа Богоматери, но и других работ, выполненных Врубелем в Кирилловской церкви. Известный коллекционер П. М. Третьяков хвалил эту работу Врубеля, специально приезжал в Киев её посмотреть и сокрушался, что не может приобрести для своей коллекции.
Русский художник М. В. Нестеров, который был привлечён А. В. Праховым к росписи Владимирского собора, особенно выделял эту икону Врубеля, подчёркивая одновременность следования византийской традиции и врубелевскую оригинальность: «…вышло нечто, от чего могут глаза разгореться. Особенно хороша местная икона Богоматери, не говоря уже про то, что она необыкновенно оригинально взята, симпатична, но — главное — это чудная, строгая гармония линий и красок… В образе Богоматери (не юной) чувствовалась чрезвычайная напряженность, граничащая, быть может, с экзальтацией».
Искусствовед и критик А. Н. Бенуа отмечал мастерство Врубеля и подчёркивал, что в сравнении с работами Врубеля в Кирилловской церкви фрески В. М. Васнецова «кажутся поверхностными иллюстрациями». Бенуа отвергал обвинения Врубеля в «шарлатанстве» и «вывертах», однако в то же время отмечал, что «Врубель не свободен от вывертов» и «что Врубель не гений и что он, как большинство современных, в особенности русских, художников не знает границ своего таланта, не знает круга своих способностей и вечно возносится якобы в высшие, в сущности только чуждые ему сферы. Врубель вечно „гениальничает“ и только досадливо вредит этим своему чудному дарованию».
Критик и галерист С. К. Маковский считал, что дебютная работа Врубеля в Кирилловской церкви является «высочайшим достижением Врубеля», и подчёркивал, что достижение это «глубоко национальное», отвергая обвинения Врубеля в «нерусском (польском) происхождении» и «эстетическом космополитизме». В то же время Маковский отмечал, что Врубель «с точки зрения чисто религиозной, православной, вероятно, далеко не безупречен…» и что «из всех этих зрачков, пристальных, немыслимо расширенных, огромных, веет потусторонней жутью, что сродни соблазнительному пафосу его вечного спутника — Демона».

## Реставрационные работы и опасность утраты
Из четырёх образов иконостаса в Кирилловской церкви самым проблемным является именно образ Богоматери. В Венеции Врубель писал его первым и не знал, что поверхность цинковой пластины необходимо было подготовить специальными образом, на трёх других образах иконостаса эту ошибку Врубель не повторил. Кроме этого, «Богоматерь» выполнена не на целом цинковом листе, а состоит из двух соединённых фрагментов.
27 июня 1929 года комиссия в составе профессоров Ф. Шмита, В. Зуммера, Ф. Эрнста, а также К. Мощенко, В. Базилевича и А. Александрова произвела осмотр иконы «Богоматерь с младенцем». Комиссия решила начать реставрацию иконы в лаврских реставрационных мастерских (реставратор К. Кржеманский) и отметила необходимость проведения физических и химических исследований с обязательной фотофиксацией для выяснения причин лущения картины. Химический анализ произвёл профессор Политехнического института Сеньковский. Кроме членов комиссии присутствовал директор Русского музея Нерадовский. 4 сентября 1929 года в присутствии комиссии образ был вынут из иконостаса и перенесён в центральный алтарь для проведения реставрации. Позднее из-за наступления холодов образ перевезли в лаврские реставрационные мастерские.
После обретения Украиной независимости, в 1991 году украинским правительством было принято постановление № 83, содержащее перечень храмов — памятников архитектуры, которые не подлежали возвращению церкви, — помимо прочих памятников в него вошла и Кирилловская церковь. Однако в 2002 году это постановление было отменено, и Кирилловская церковь была передана УПЦ МП.
По мнению музейных работников и реставраторов, использование Кирилловской церкви «по прямому назначению» ведёт к неизбежной порче и разрушению фресок и иконостаса. Копоть от свечей попадает на поверхность икон и фресок, режим влажности соблюсти невозможно, а в дни церковных праздников верующие спинами и плечами затирают уникальную стенопись.
Более того, под угрозой устранения из храма оказался и знаменитый иконостас работы Врубеля — местная церковная община УПЦ МП признала его живопись «неканонической».

## Использованная литература и источники
1. ↑  Гомберг-Вержбинская Э. П., Подкопаева Ю. Н., Новиков Ю. В. Михаил Александрович Врубель Архивная копия от 29 мая 2018 на Wayback Machine. — М.: Искусство, 1976. — С. 383.
2. 1 2  Врубель М. А. Переписка. Воспоминания о художнике // Л.-М.: Искусство, 1963. — С. 254—257.
3. 1 2 3 4 5 6 7 8 9  Прахов Н. А. Страницы прошлого: очерки — воспоминания о художниках Архивная копия от 29 мая 2018 на Wayback Machine, // под общ. ред. В. М. Лобанова. — К.: Мистецтво, 1958. — 308 с.
4. 1 2 3 4 5  Коган Д. З. Творчество Врубеля / Жизнь в искусстве, М.: Искусство. — 1980, 544 с.
5. 1 2  Бенуа А. Н. История русской живописи в XIX веке. XLII. М. А. Врубель Архивная копия от 18 мая 2012 на Wayback Machine // М.: Республика, 1995. — С. 408.
6. ↑  Власов В. Г. «Византийское и древнерусское искусство». Словарь терминов. Дата обращения: 1 июля 2012. Архивировано из оригинала 3 марта 2016 года.
7. 1 2  Маковский С. К. Силуэты русских художников / Врубель и Рерих Архивная копия от 8 июня 2012 на Wayback Machine. М., 1999. С. 88.
8. 1 2 3  Прахов А. В. Воспоминания о Врубеле // Московская городская художественная галерея П. М. и С. М. Третьяковых / Под общ. ред. И. С. Остроухова. — М., 1909. — Кн. 1, ч. 2. — С. 157—168.
9. ↑  Прахов Н. А., с. 90.
10. 1 2  Щербашина Н. Сумасшедший гений подарил Киеву Богоматерь Архивная копия от 4 марта 2016 на Wayback Machine // Комсомольская правда в Украине. — 2006. — 21 марта.
11. ↑  Прахов Н. А., с. 97.
12. ↑  Прахов Н. А., с. 106.
13. ↑  Прахов Н. А., с. 105.
14. ↑  Мурашко Н. И. Воспоминания старого учителя Архивировано 11 апреля 2013 года. — К.:, 1964. — С. 88. (укр.)
15. 1 2  Унгурян О. Когда в кирилловской церкви появился написанный Врубелем образ Богоматери, киевляне узнали в нем черты одной известной в Киеве дамы Архивная копия от 7 ноября 2012 на Wayback Machine // Факты, 04.01.2002.
16. ↑  Пучков А. Кирилловские черновики А. В. Прахова Архивная копия от 15 февраля 2010 на Wayback Machine (декабрь 1880 — ноябрь 1881 гг.) / Современные проблемы изучения, реставрации и сохранения культурного наследия / Выпуск IV, К.: Феникс, — 2007, C. 165.
17. ↑  Дмитриева Н. А. Михаил Врубель. Незамеченные шедевры. Архивная копия от 18 мая 2012 на Wayback Machine , М.: Детская литература, — 1984, C. 144. ISBN 5-08-001158-0
18. 1 2 3  Прокопенко В. Власть демона (недоступная ссылка) // Зеркало недели № 11, 17 марта 2001.
19. 1 2  Жежера В. Врубель по Киеву гулял с зеленым носом Архивная копия от 4 марта 2016 на Wayback Machine / Газета по-украински № 88, 17.03.2006.
20. ↑  Зильберштейн И. С., Самков В. А. Константин Коровин вспоминает… Архивная копия от 22 октября 2012 на Wayback Machine М.: Изобразительное искусство, — 1990, с. 117.
21. ↑  Светлова Е. Демоны Врубелей / Завещание Марцеллы Архивная копия от 14 февраля 2013 на Wayback Machine Совершенно секретно, 1998.
22. ↑  Государственный архив города Киева, Ф. 166, оп. 8, дело 418.
23. 1 2  Шумейко Т. Украина: Искушение реституцией — между «религиозной свободой» и охраной культурных ценностей Архивная копия от 22 мая 2012 на Wayback Machine // Ежедневный журнал, 27 ноября 2010.